# بروكتون
بروكتون (ماساتشوستس) (بالإنجليزية: Brockton, Massachusetts)‏ هي مدينة تقع في الولايات المتحدة في Plymouth County. يقدر عدد سكانها بـ 93,810 نسمة ومساحتها 55.9 كم2 وترتفع عن سطح البحر 34 متر.

## التركيبة السكانية
حدّد مكتب تعداد الولايات المتحدة بيانات التركيبة السكانية لبروكتون في تعداد الولايات المتحدة. في ما يلي، التركيبة السكانية حسب تعدادي 2000 و2010.

### تعداد عام 2000
بلغ عدد سكان بروكتون 94,304 نسمة بحسب تعداد عام 2000، وبلغ عدد الأسر 33,675 أسرة وعدد العائلات 22,748 عائلة مقيمة في المدينة. في حين سجلت الكثافة السكانية 1,692.2 نسمة لكل كيلومتر مربع (4,382.8/ميل2). وبلغ عدد الوحدات السكنية 34,837 وحدة بمتوسط كثافة قدره 625.1 لكل كيلومتر مربع (1,619.0/ميل2).
وتوزع التركيب العرقي للمدينة بنسبة 61.49% من البيض و17.83% من الأمريكيين الأفارقة و0.36% من الأمريكيين الأصليين و2.19% من الأمريكيين ذوي الأصول الآسيوية و0.04% من سكان جزر المحيط الهادئ و10.32% من الأعراق الأخرى و7.78% من عرقين مختلطين أو أكثر و8.01% من الهسبانيون أو اللاتينيون من أي عرق.
بلغ عدد الأسر 33,675 أسرة كانت نسبة 39.1% منها لديها أطفال تحت سن الثامنة عشر تعيش معهم، وبلغت نسبة الأزواج القاطنين مع بعضهم البعض 42% من أصل المجموع الكلي للأسر، ونسبة 19.9% من الأسر كان لديها معيلات من الإناث دون وجود شريك، بينما كانت نسبة 5.7% من الأسر لديها معيلون من الذكور دون وجود شريكة وكانت نسبة 32.4% من غير العائلات. تألفت نسبة 26.6% من أصل جميع الأسر من عدة أفراد يعيشون في نفس المنزل ونسبة 9.5% كانت تتألف من شخص يعيش بمفرده يبلغ من العمر 65 عاماً أو أكثر. وبلغ متوسط حجم الأسرة المعيشية 2.74، أما متوسط حجم العائلات فبلغ 3.35.
بلغ العمر الوسطي للسكان 34.0 عاماً. وكانت نسبة 27.6% من القاطنين تحت سن الثامنة عشر، وكانت نسبة 9.1% بين الثامنة عشر والرابعة والعشرين عاماً، ونسبة 30.2% كانت واقعةً في الفئة العمرية ما بين الخامسة والعشرين والرابعة والأربعين عاماً، ونسبة 20.5% كانت ما بين الخامسة والأربعين والرابعة والستين، ونسبة 10.6% كانت ضمن فئة الخامسة والستين عاماً فما فوق. يوجد لكل 100 أنثى 91.8 ذكر، ويوجد لكل 100 أنثى في الثامنة عشر من عمرها فما فوق 87.1 ذكر.
بلغ متوسط دخل الأسرة في المدينة 39,507 دولارًا، أما متوسط دخل العائلة فبلغ 46,235 دولارًا. وكان متوسط دخل الذكور 34,255 دولارًا مقابل 26,886 دولارًا للإناث. وسجل دخل الفرد الخاص بالمدينة 17,163 دولارًا. وكانت نسبة 12.1% من العائلات ونسبة 14.5% من السكان تحت خط الفقر، وكان من هؤلاء نسبة 19.8% تحت سن الثامنة عشر ونسبة 12.6% في الخامسة والستين من العمر وما فوق.

### تعداد عام 2010
بلغ عدد سكان بروكتون 93,810 نسمة بحسب تعداد عام 2010، وبلغ عدد الأسر 33,303 أسرة وعدد العائلات 22,479 عائلة مقيمة في المدينة. في حين سجلت الكثافة السكانية 1,683.3 نسمة لكل كيلومتر مربع (4,359.7/ميل2). وبلغ عدد الوحدات السكنية 35,552 وحدة بمتوسط كثافة قدره 637.9 لكل كيلومتر مربع (1,652.2/ميل2).
وتوزع التركيب العرقي للمدينة بنسبة 46.71% من البيض و31.21% من الأمريكيين الأفارقة و0.35% من الأمريكيين الأصليين و2.29% من الأمريكيين ذوي الأصول الآسيوية و0.06% من سكان جزر المحيط الهادئ و12.47% من الأعراق الأخرى و6.91% من عرقين مختلطين أو أكثر و9.97% من الهسبانيون أو اللاتينيون من أي عرق.
بلغ عدد الأسر 33,303 أسرة كانت نسبة 38.4% منها لديها أطفال تحت سن الثامنة عشر تعيش معهم، وبلغت نسبة الأزواج القاطنين مع بعضهم البعض 38.4% من أصل المجموع الكلي للأسر، ونسبة 22.3% من الأسر كان لديها معيلات من الإناث دون وجود شريك، بينما كانت نسبة 6.8% من الأسر لديها معيلون من الذكور دون وجود شريكة وكانت نسبة 32.5% من غير العائلات. تألفت نسبة 26.9% من أصل جميع الأسر من عدة أفراد يعيشون في نفس المنزل ونسبة 9.7% كانت تتألف من شخص يعيش بمفرده يبلغ من العمر 65 عاماً أو أكثر. وبلغ متوسط حجم الأسرة المعيشية 2.76، أما متوسط حجم العائلات فبلغ 3.37.
بلغ العمر الوسطي للسكان 35.9 عاماً. وكانت نسبة 25.7% من القاطنين تحت سن الثامنة عشر، وكانت نسبة 9.8% بين الثامنة عشر والرابعة والعشرين عاماً، ونسبة 26.9% كانت واقعةً في الفئة العمرية ما بين الخامسة والعشرين والرابعة والأربعين عاماً، ونسبة 25.6% كانت ما بين الخامسة والأربعين والرابعة والستين، ونسبة 11.9% كانت ضمن فئة الخامسة والستين عاماً فما فوق. وتوزع التركيب الجنسي للسكان بنسبة 48.1% ذكور و51.9% إناث.

## المدن التوأمة
مدينة ريبا تياتينا هي مدينة توأمة لـبروكتون (ماساتشوستس).

## معرض صور

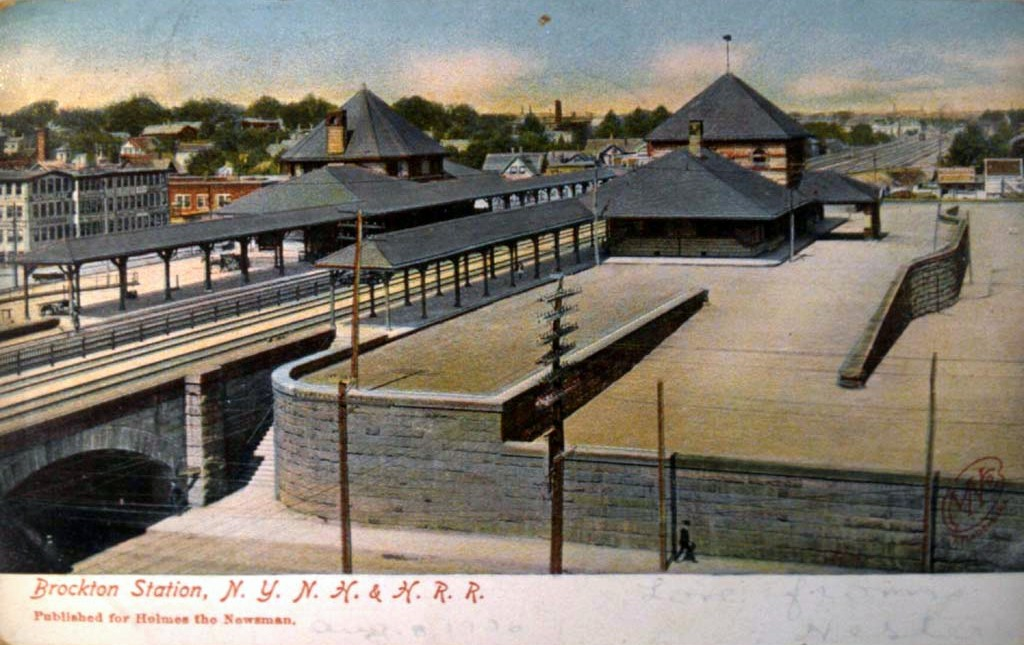
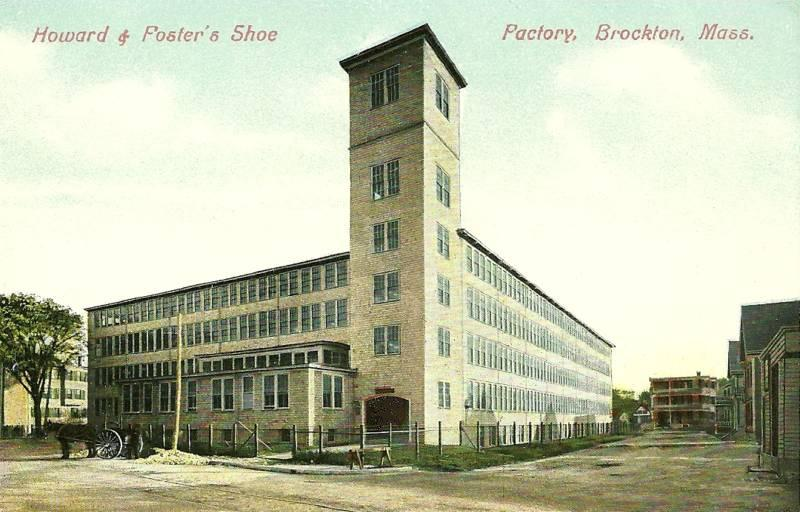
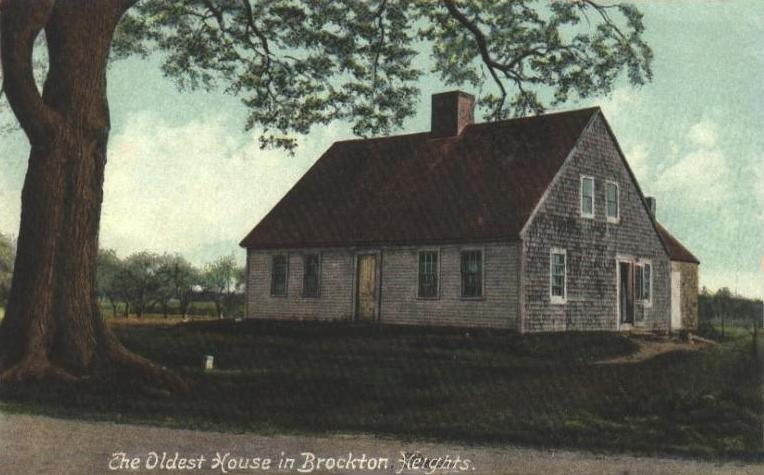
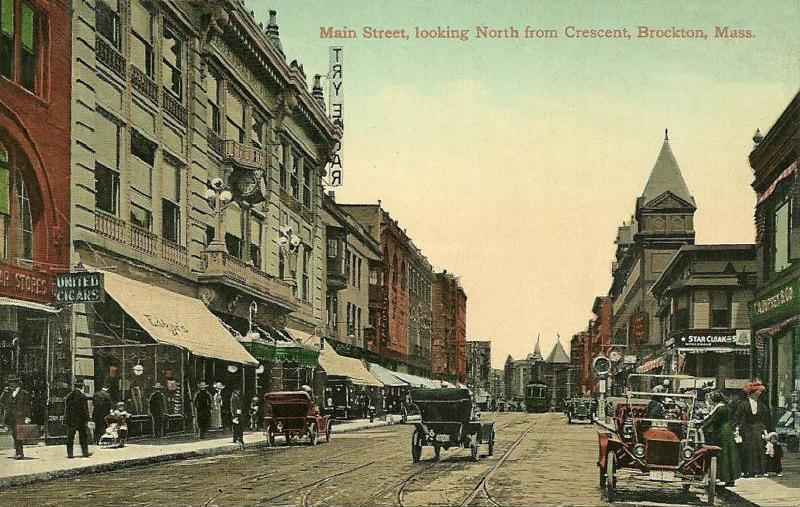

## أعلام
- ويليام لويس دوغلاس
- إد جيل
- كريستيان ألفونسو
- باول غونزالفز
- بيل شامبرلين
- روكي مارسيانو
- تشارلي أورورك
- فرانك كان
- أندرو كارد
- شون فانينج